# Robert Smalls
Robert Smalls, född 5 april 1839, död 23 februari 1915, var en amerikansk slav som flydde till frihet och blev befälhavare på ett fartyg. Han lärde sig läsa, startade en skola och en tidning, köpte sin förra ägares hus, utnämndes till general och blev politiker.
Historien om Smalls flykt blev väl känd i nord och sägs ha inspirerat Lincoln att anlita afroamerikaner till nordstatsarmén.